# 麥瑞琼
麥瑞琼為香港知名工商界人士，任牛奶公司北亞區地區董事兼中國行政總裁，其他職務包括最低工資委員會委員及香港零售管理協會主席等。
麥瑞琼家中有六兄弟姊妹，現時丈夫為溫德姆國際酒店集團亞太區高級副總裁楊蔚菁。